# 9091 Ishidatakaki
A 9091 Ishidatakaki (ideiglenes jelöléssel 1995 VK) a Naprendszer kisbolygóövében található aszteroida. Takao Kobajashi fedezte fel 1995. november 2-án.